# Zhonghua minzu

Bandeira nacional chinesa durante o início do período da República, com as cinco cores representando a União das Cinco Raças.

Zhonghua minzu (chinês: 中华民族), traduzido como "Nação chinesa" ou "Raça chinesa", é um termo político que está ligado com a história moderna chinesa de construção da nação e raça.
Desde o final da década de 1980, a mudança mais fundamental nas políticas de nacionalidades e minorias da República Popular da China foi a renomeação do nome "O Povo Chinês" (chinês: 中国人民, zhongguo renmin) para "A Nação Chinesa/O Nacionalismo Chinês" (zhonghua minzu), sinalizando uma mudança na condição de estado comunista para um estado nacional baseado em apenas uma minzu (nação/nacionalidade).
Durante o início do período Republicano (1912–1927) e Nacionalista (1928–1949), o termo Zhonghua minzu consistia na etnia Han e outros quatro grupos majoritários étnicos que não pertenciam aos Han: os Man (Manchus), os Meng (Mongóis), os Hui (grupos étnicos islâmicos do noroeste da China) e os Zang (Tibetanos), a noção de República das Cinco Raças (chinês: 五族共和) foi preconizada por Sun Yat-sen e pelo partido nacionalista Kuomintang. Durante o período comunista depois da morte de Mao Tsé-Tung, o termo zhonghua minzu foi revivido para incluir o predominante grupo étnico Han e outros 55 grupos étnicos minoritários como uma grande família chinesa.

## Resistência ao Zhonghua minzu
A administração de Xi Jinping, desde a nomeação de Xi como Secretário-Geral do Partido Comunista da China em novembro de 2012, tem promovido o slogan da "Grande Rejuvenescimento da Nação Chinesa".
A reverência ao ancestral lendário do povo chinês, o Imperador Amarelo, intensificou-se, e em algumas regiões como Uigur e Tibete, há indivíduos que sentem ressentimento por serem subsumidos sob o conceito de "Zhonghua minzu" .
Além disso, há resistência ao nacionalismo chinês também entre os defensores da independência de Taiwan e o campo do localismo de Hong Kong. Em resposta a isso, surgiu o nacionalismo de Hong Kong, e o nacionalismo taiwanês, defendido pelo historiador taiwanês Su Beng, ganhou força. A teoria de que os hongkongers constituem um grupo étnico distinto, conhecida como teoria étnica de Hong Kong, também foi influenciada por essas ideias .
O conceito de nação chinesa também foi discutido em conexão com disputas territoriais, baseado na noção de que “a terra habitada pela nação chinesa deve ser governada por um único Estado” . Essas ideias são referidas como nacionalismo da Grande China, e em Hong Kong, os apoiadores dessa ideologia são frequentemente ridicularizados com o termo  zh. O termo “Grande China” em si origina-se da ideia tradicional de que a China foi historicamente uma civilização unificada.
Liu Zhongjing, um teórico político residente nos Estados Unidos, argumentou que o conceito de nação chinesa é uma fabricação política e defendeu a teoria do Zhu-Xiaismo (諸夏主義).